# 뮌헨 작전
뮌헨 작전 또는 베사라비아 공세(영어: Operation München, 루마니아어: Operaţiunea München), 몰도바 국경 전투(러시아어: Приграничные сражения в Молдавии)는 제2차 세계 대전 당시 독일-루마니아 공동으로 베사라비아 지역에서 시작한 공세의 코드명이다. 이 작전은 24일 후 성공적으로 지역들을 점령하며 끝난다. 추축국은 루마니아 3 군, 4 군과 독일 11 군이 참전했다. 독일군과 루마니아군이 베사라비아를 탈환했으나, 이 후 유대인 베사라비아 지역에서의 유대인 학살이 시작되었다.

## 서막
루마니아는 제1차 세계 대전 이후 러시아에게서 베사라비아를, 오스트리아-헝가리에게서 북부 부코비나를 얻었다. 소련은 1940년 6월 루마니아에게 군사적 압박을 가하여 이 지역들을 획득했다. 1년 후, 루마니아도 빼앗긴 지역을 탈환하기 위해 독소 전쟁에 참전한다.

## 경과

### 루마니아-독일의 공세 (7월 2일 - 10일)

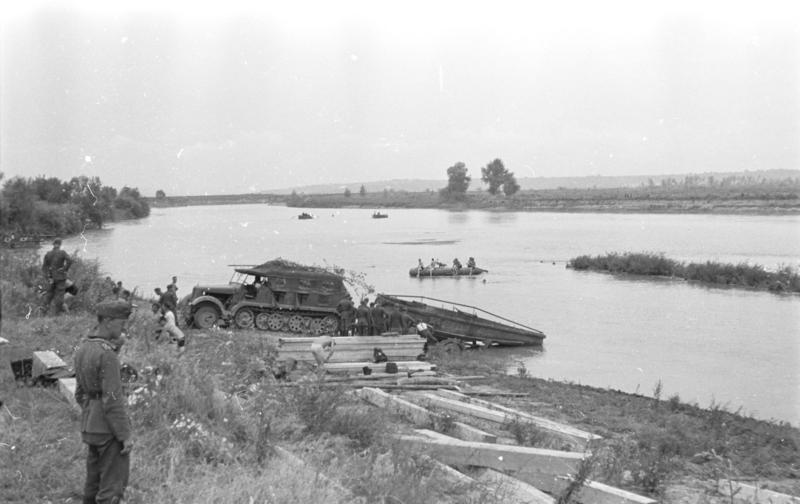
드네프르 강을 도하하는 독일군의 전차.

뮌헨 작전의 시작은 7월 2일 대위 페테르 드미트레스크 휘하의 루마니아 3 군이 부코비나로 진격하며 시작했다. 독일 11 군(대부분 루마니아 보병 사단으로 구성되었으며, 2개 루마니아 차량화 여단으로 구성)은 그 전에 항공 폭격으로 40km를 진격했다. 소련 9 군은 독일 2 기계화 군단의 기습 공격에 후퇴했으나 벌치에서 저지했다. 방어 전투를 계속하는 와중 그 지역은 독일군에게 점령된다. 소련 기갑군은 충분한 포병과 항공 지원이 없어 (가장 작은 BT 전차의 경우) 독일 22 사단의 중포병 공격으로 큰 손실을 입었다.
한편, 남부 지역에서는 독일군이 모스크바 지역에 많은 군이 배치되어 이 군은 약화되어 있었다. 6월 비아위스토크-민스크 전투로 인한 큰 손해 후, 소련 최고 사령부는 독일 중앙 집단군의 스몰렌스크 공격을 막기 위해 우크라이나 군을 차출했다. 키예프 방향으로의 손실을 막기 위해, 이 차출군은 남부 전선군의 2개 차량화 보병 여단과 1개 포병 여단으로 구성되었다.
7월 5일, 이반 튤레네프는 드네프르 강의 동부로 후퇴할 것을 명령했다. 남부 전선군의 사령관은 만약을 대비하여 안토네스쿠의 상당 병력을 과대평가 하려고 하였다. 허위 정보를 바탕으로 한 튤레네프의 정보는 상대가 960대의 전차를 가졌다고 보았으나, 실제로 루마니아 군은 60대의 전차를 가지고 있었다고 추측된다.
이틀 후 사령관은 후퇴 명령을 취소했다. 루마니아 군은 가능한 한 9 군의 기동을 저지하기 위해 반격할려 했다. 브로디 전투의 소련군 패배로 인해, 독일 1 기갑군은 로브노 남쪽 전면의 우측으로 확대할 수 있었다. 따라서, 7월 7일 18 군은 드네프르 강 동부로 후퇴했다.
7월 5일 - 7일에, 남부 전선군이 전진과 전투 명령을 받으면서 독일은 프루트강 동부 100km를 전진했다. 8일부터 10일 사이 체레비체노코 장군은 보병과 기병의 지원을 받는 2 기계화 군단에게 반격을 명령했다. 소련군은 루마니아의 키시너우 공세로 인해 반격이 중지되었다. 독일 11 군의 진격과 보급 문제로 인해 드네프르 강 반격도 중지되었다.

### 드네프르 강의 후퇴 (7월 11일 - 26일)
7월 16일 루마니아 군은 키시너우를 점령했다. 이틀 후, 소련은 독일군을 우크라이나의 베르디치우를 점령당하며 소련 지휘부는 드네프르의 군을 우크라이나로 차출한다. 7월 26일 모든 소련군은(예비군 포함) 작은 손실을 입고 후퇴했으며, 그 이유는 루마니아가 적극적인 전투를 펼치지 않았기 때문이다.
루마니아군이 전쟁 목표를 달성하며 "뮌헨 작전"의 목적이 완료되었다. 그러나, 독일과 루마니아군은 오데사 공방전에서 8월까지 베사라비아에서 전투를 진행했다. 나중에(1941년-1944년까지), 이 군들은 세바스토폴 포위전, 코카서스 전투, 스탈린그라드 전투에도 참여했다.
북부 부코비나와 베사라비아를 점령하기 위해 루마니아군은 22,000명을 잃었다. 소련은 18,000명을 잃었다.. 이 베사라비아 지역은 제2차 이아시-키시뇨프 공세에서 소련이 탈환한다.

## 또 다른 "뮌헨 작전"
또 다른 "뮌헨 작전"은 1942년 3월 리투아니아에서도 행해졌다.

## 추가 자료
- Axworthy, Mark; Scafes, Cornel; Craciunoiu, Cristian (1995). 《Third Axis Fourth Ally: Romanian Armed Forces in the European War, 1941–1945》. London: Arms & Armour Press. ISBN 1-85409-267-7.